# Hickey Freeman
Hickey Freeman (Хіки Фріман) — американський виробник чоловічого одягу заснованого 1899 року. Розмішений у місті Рочестер штату Нью-Йорк. Відомий своїми дорогими чоловічими костюмами.
На початку 20 сторіччя Хіки Фріман був найвизначначним підприємством розквіту виробництва чоловічого одягу у Рочестері.
Підприємство засновано Джеремаєй Хіки (1866—1960) й його найближчим другом Джекобом Фріманом (…-1925).
1964 року придбаний Hartmarx.
2004 року фабрика у Рочестері зазнала капітального ремонту за рахунок штату й міста.
2009 року індійський найбільший виробник текстилю та одягу SKNL придбав збанкрутілу Hartmarx Corporation.
2012 року Authentic Brands Group, LLC (ABG) закінчила придбання HMX Group, до якої входила Hickey Freeman торгова марка.
2013, Grano Retail Investments Inc. придбала Hickey Freeman потужності включно з швейною фабрикою у Рочестері.